# Jackson Township (comté d'Effingham, Illinois)
Pour les articles homonymes, voir Jackson Township.
Jackson Township est un township du comté d'Effingham dans l'Illinois, aux États-Unis,.

## Source de la traduction
- (en) Cet article est partiellement ou en totalité issu de l’article de Wikipédia en anglais intitulé « Jackson Township, Effingham County, Illinois » (voir la liste des auteurs).